# Oia imadatei
Oia imadatei là một loài nhện trong họ Linyphiidae.
Loài này thuộc chi Oia. Oia imadatei được Ryoji Oi miêu tả năm 1964.